# Héllélé
Dolindia est un village du département et la commune rurale de Dolo, situé dans la province de la Bougouriba et la région du Sud-Ouest au Burkina Faso.

## Géographie

### Démographie
- En 2006, le village comptait 390 habitants recensés, dont 50,2 % de femmes[1].